# 조오 수호 통상 조약
조오 수호 통상 조약(朝墺修好通商條約)은 조선 말기 오스트리아-헝가리 제국과 한국 사이에 체결된 통상조약이다.

## 개설
1892년 6월 23일 청 · 일 주재 오스트리아 전권공사였던 비겔레벤과 일본 주재 조선 전권대신 권재형 사이에서 체결된 조약. 최혜국 대우, 치외법권 인정등의 내용이 들어가있는 불평등 조약이다.

## 같이 보기
- 조미 수호 통상 조약